# Shiny Toy Guns
Shiny Toy Guns är en amerikansk indierockgrupp från Kalifornien som bildades 2002 av Jeremy Dawson och Gregori Chad Petree. Senare tillkom trummisen Mikey Martin. Sångerska var först Carah Faye Charnow. I slutet av 2008 lämnade hon sedan bandet och Sisely Treasure tog hennes plats. 
Bandet har gjort tre album; We Are Pilots (2005), Season of Poison (2008) och III (2012).
Den 11 februari 2011 en video som lagts på bandets's hemsida meddelar att förre bandmedlemmen, Carah Faye Charnow, skulle återförenas med bandet tillsammans med sin svenske make, Daniel Johansson, som ny medlem för det kommande albumet III.

## Bandmedlemmar
Nuvarande medlemmar
- Gregori Chad Petree (f. 8 oktober 1978 i Shawnee, Oklahoma) – sång, gitarr, piano, slagverk, bas (2002-idag)
- Jeremy Dawson – synthesizer, basgitarr (2002-idag)
- Carah Faye Charnow (f. 3 augusti 1984 i Santa Barbara, Kalifornien) – sång, synthesizer, basgitarr (2003-2008, 2011-idag)
- Mikey Martin – trummor (2004-idag)

Tidigare medlemmar
- Daniel Johansson – gitarr, synthesizer, basgitarr (2011-2012)
- Sisely Treasure – sång (2008-2010)
- Ursula Vari – sång (2004)
- Steven Petree - sång, bas (2002)

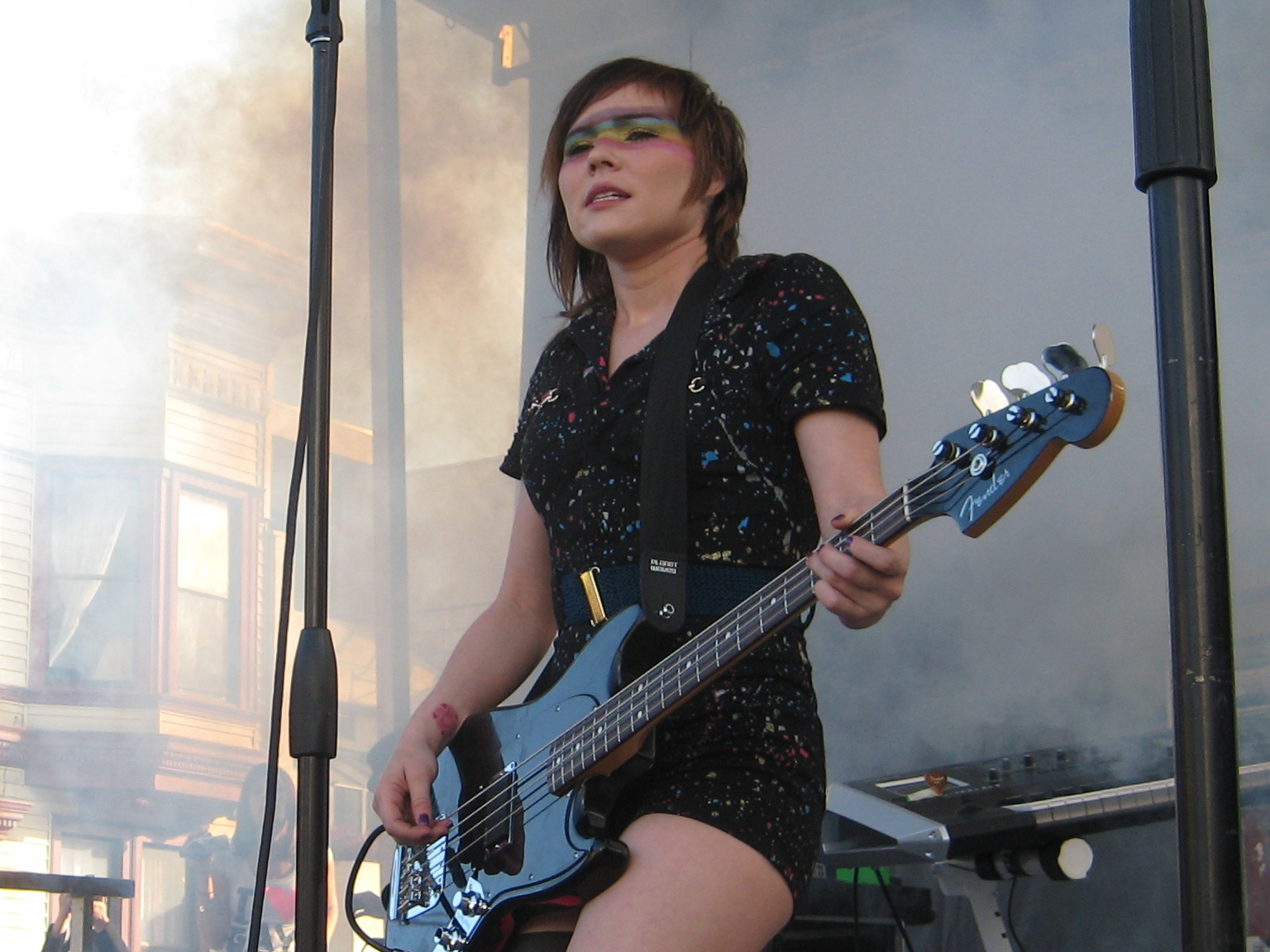
Sisely Treasure på Folsom Street Fair 2008
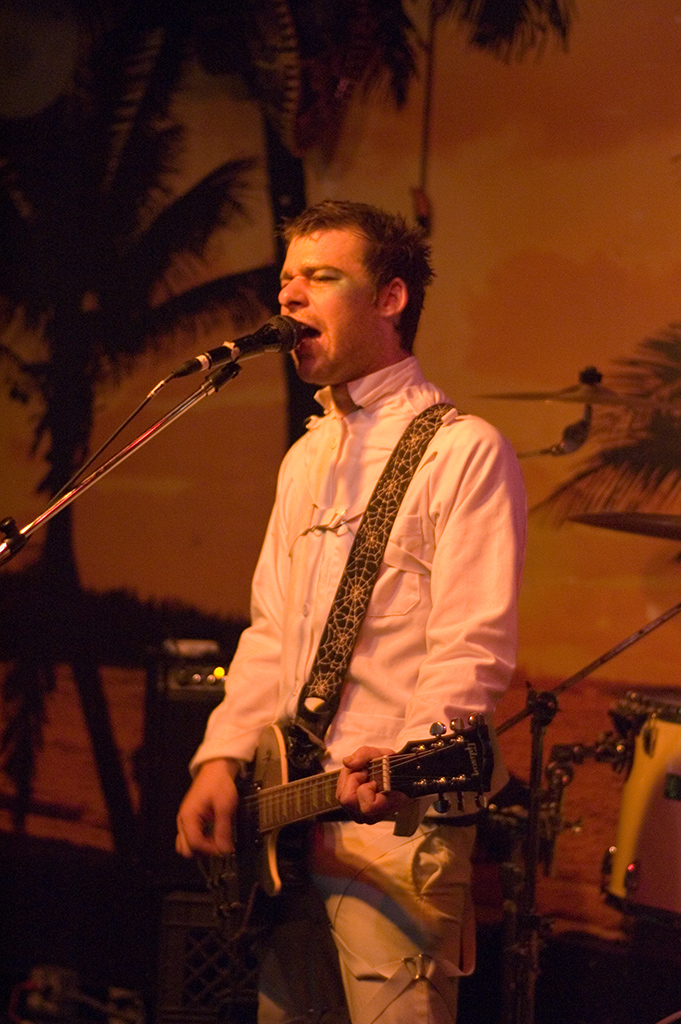
Gregori Chad Petree på the Burts Tiki Lounge, Utah 2005
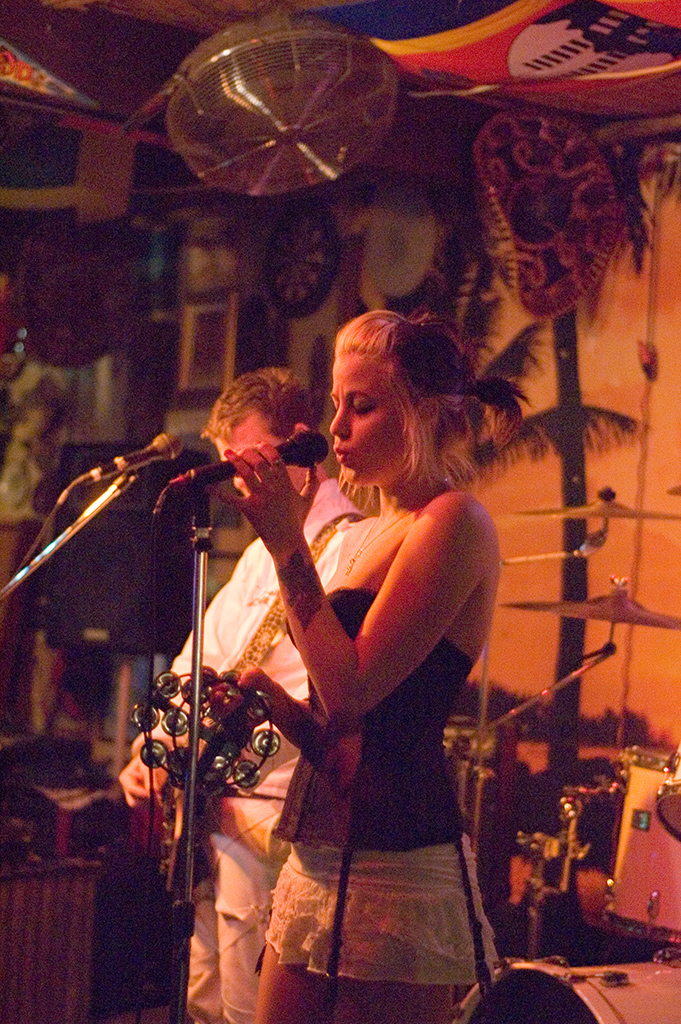
Carah Faye Charnow
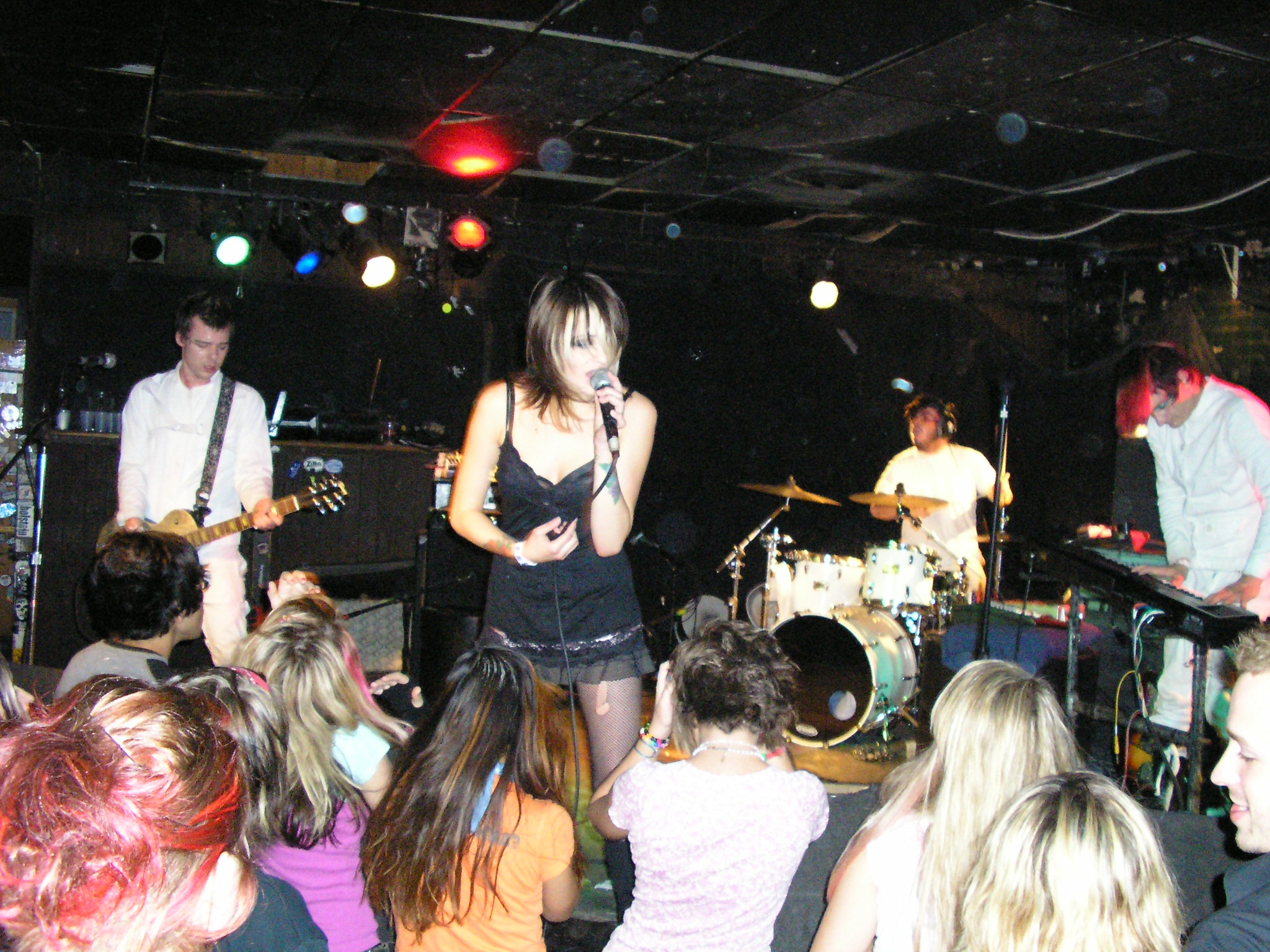
Shiny Toy Guns spelar på the Bottleneck

## Diskografi
Studioalbum
- We Are Pilots (2006)
- Season of Poison (2008)
- III (2011)

Singlar
- Le Disko (2006)
- You Are the One (2007)
- Rainy Monday (2007)
- Ricochet! (2008)
- Ghost Town (2009)
- Major Tom (Coming Home) (2009)
- Rocketship 2010 (2010)
- Waiting Alone (2012)
- Fading Listening (2012)
- Somewhere to Hide (2013)

Samlingsalbum
- Girls Le Disko (2009)